# Старосільський замок
За́мок у Старо́му Селі́ (Старосі́льський за́мок) —пам'ятка архітектури XV–XVII століть, розташована в селі Старе Село (Львівський район, Львівська область). Завдяки своїй площі (2 га) замок вважається найбільшим на Львівщині.

## Історія
1448 рік — на території Старого Села з'являється перше укріплення у вигляді дерев'яного замку. Через Старе Село проходив татарський (волоський) шлях до Львова, а відсутність у цій околиці оборонних споруд змушувала мешканців покидати села.
1498 рік  — турки напали на село, убили багатьох людей, деяких забрали в полон, спалили всі сільські будинки, постраждав і дерев'яний замок.
1553 рік  — Софія Тарнавська, донька Яна Тарновського, отримала Старосільський маєток у посаг, коли виходила заміж за Василя Констянтина Острозького. Князь бував у Старому Селі лише 2 рази, але започаткував будівництво церкви Усікновення Голови святого Івана Хрестителя, що функціонує й досі. Після смерті князя Василя-Костянтина Острозького старосільськими маєтками опікувалися його нащадки. Найвідомішим став його внук Владислав Домінік князь Острозький і Заславський.
1642 рік — Владислав Домінік князь Острозький і Заславський запланував збудувати оборонний замок у Старому Селі для надання сховку мешканцям навколишніх сіл. Проєкт для будівництва розробив український архітектор, італієць за походженням, Амброзій Прихильний. Однак 1648 р. під час Національно-визвольної війни українського народу військо під проводом Богдана Хмельницького захопило цю фортецю і знищило її дощенту.
1648 рік — Владислав Домінік вирішив збудувати ще міцнішу споруду. Фортецю оточили ровом і валами, ворота обладнали підйомним ланцюговим мостом. Дорога до замку вела через болото та греблю. Реконструкцію завершили 1654 р., а сама будівля стала яскравим прикладом європейської низинної оборонної архітектури епохи Відродження. Фортеця була настільки міцною, що вже під час другого походу Богдана Хмельницького на Львів витримала облогу козаків, а 1672 р. цей замок не здобули і турки.
1700 роки — старосільські маєтки перейшли до рук князів Любомирських. Ельжбета, дочка великого коронного маршалка Станіслава Любомирського, передала Старе Село як посаг родині Сенявських, вступивши в шлюб з Адамом Миколою Сенявським, великим коронним гетьманом.
1709 рік — Сенявські відреставрували фортецю і перед наступом шведів перенесли сюди зі Львова свій арсенал. Замок укріпили гарматами, моздірами та іншою зброєю.
1731 рік — замок перейшов до Чарторийських, які занедбали споруду.
1809 рік — фортеця стала власністю магнатів Потоцьких. Тоді почалось остаточне руйнування будівлі. Потоцькі перетворили замкову резиденцію на пивоварню, винокурню, різні склади тощо.
1862 рік — останнім власником був граф Альфред Потоцький, який використовував частину приміщень замку як броварню.
1939-1991 роки — у радянський час пам’ятку використовували як складські приміщення колгоспу.

## Опис фортеці
Фортеця займає значну площу (2 га) та побудована у формі неправильного п’ятикутника близького до трикутної форми.
Стіни Старосільського замку збереглися непогано: з шести башт до сьогодні вціліло три. Висота стін сягає 14-16 метрів. Усі мури оздоблені аркатурою, а шість башт та фронтони прикрашені аттиками. Башти спроєктовані у вигляді корон з бароковою різьбою на камені, збереженою на східній вежі. Башти тут вищі від стін, саме цим досягається особлива монолітність усієї споруди.
На одній із веж замку вирізьблено герб з буквами WDXOYZWSLS (Wladysiav Dominik Xiaze Ostrogskiy Zaslawski Woievoda Sandomerski Lucki Starosta), що в перекладі - Владислав Домінік Острозький Заславський Воєвода Сандомерський Луцький Староста.
На башті перед в’їздом у замок вирізьблений чорний орел, герб Радзівілів і пам’ятка панування князя Михайла Радзівіла, за якого цю башту було збудовано. Із західної сторони ще дотепер існує другий в’їзд, над яким вирізьблено Леліву – герб Сенявських, найімовірніше виконаний в першій половині XX ст.
Колись навколо мурів існувала вузька галерея, або хідник, на якій можна було розмістити дві хоругви для оборони мурів. Навіть сьогодні в стінах замку можна побачити розміщені через кожних 6 метрів бійниці: вгорі для ручної зброї, а нижче для гармат. Місцева зброярня довго була наповнена різною зброєю та боєприпасами.
Всередині замку існували великі кімнати зі склепінням на першому поверсі, що за часів князівни Ізабелли Любомирської були перебудовані під броварню. На кам’яних дверях при вході до приміщення, де розташований головний котел, або варильня, був вирізьблений напис «Бровар старосільський новозбудований архітектором М. Губманом в році...» (цифри року повністю оббиті і важко дізнатись точну дату). Старосільське пиво славилось колись у Львові та його околицях.
У прибічних будівлях замку функціонувала фабрика «ROZOLISOW». Поза тими будівлями були шопи і склади, а також кінний млин для розмелювання солоду. З лівого боку замку, тобто під муром із західної сторони була велика льодівня, приміщення збереглося до сьогодні, але перебуває в аварійному стані. Посередині замку колись була каплиця, на місці якої згодом виростили сад.
Навколо замку та всередині відвідувачі знаходили різні старовинні речі: польські монети, залізні вироби тощо.

## Відновлення та сучасний стан
2007 року — замок був розчищений від дерев коштом співачки Руслани.
2010 року — Старосільський замок передали в концесію на 49 років генеральному директору ТОВ «Кріс» Михайло Риба), який обіцяв до 2012 року вивести пам'ятку з аварійного стану, до 2013 року — відновити одну з веж, до кінця 2015 року — ввести об'єкт в експлуатацію. Замок мав функціонувати як туристично-відпочинковий центр. Але станом на вересень 2015 р. роботи так і не почалися.
2015 рік — громада села вимагала скасувати концесію.
2022 рік — прокуратура звернулась до суду, аби скасувати договір про концесію.
2023 рік — суд задовольнив позов Львівської обласної прокуратури до приватного товариства про розірвання концесійного договору та повернув державі пам’ятку архітектури національного значення.

## Причини занедбання замку
Під впливом різних чинників стіни фортеці дуже швидко руйнуються та стають небезпечними для відвідувачів.
По-перше, біля замку проходить колія: часті перевезення вантажів спричиняють значне коливання землі й стіни замку обсипаються.
По-друге, відсутність водовідведення, незабеспечення звичайними біотуалетами для туристичного руху, який все ж таки присутній, в Старосільській фортеці.
По-третє, відсутність виділення бюджету для найбільш потрібних реставраційний робіт по зміцненню веж, мурів, вхідних воріт, міжповерхового перекриття, призводять до подальшого руйнування фортеці, оскільки стіни не мають жодного захисту.
По-четверте, байдуже ставлення влади до пам’ятки архітектури, державних органів які ігнорують виділення коштів на відновлення і розвиток історичного спадку. Відсутнє звичайне забеспечення сміттєвими баками для збирання сміття. Влада і міністерства, причетні і відповідальні, не задумуються про важливість збереження оборонної споруди.

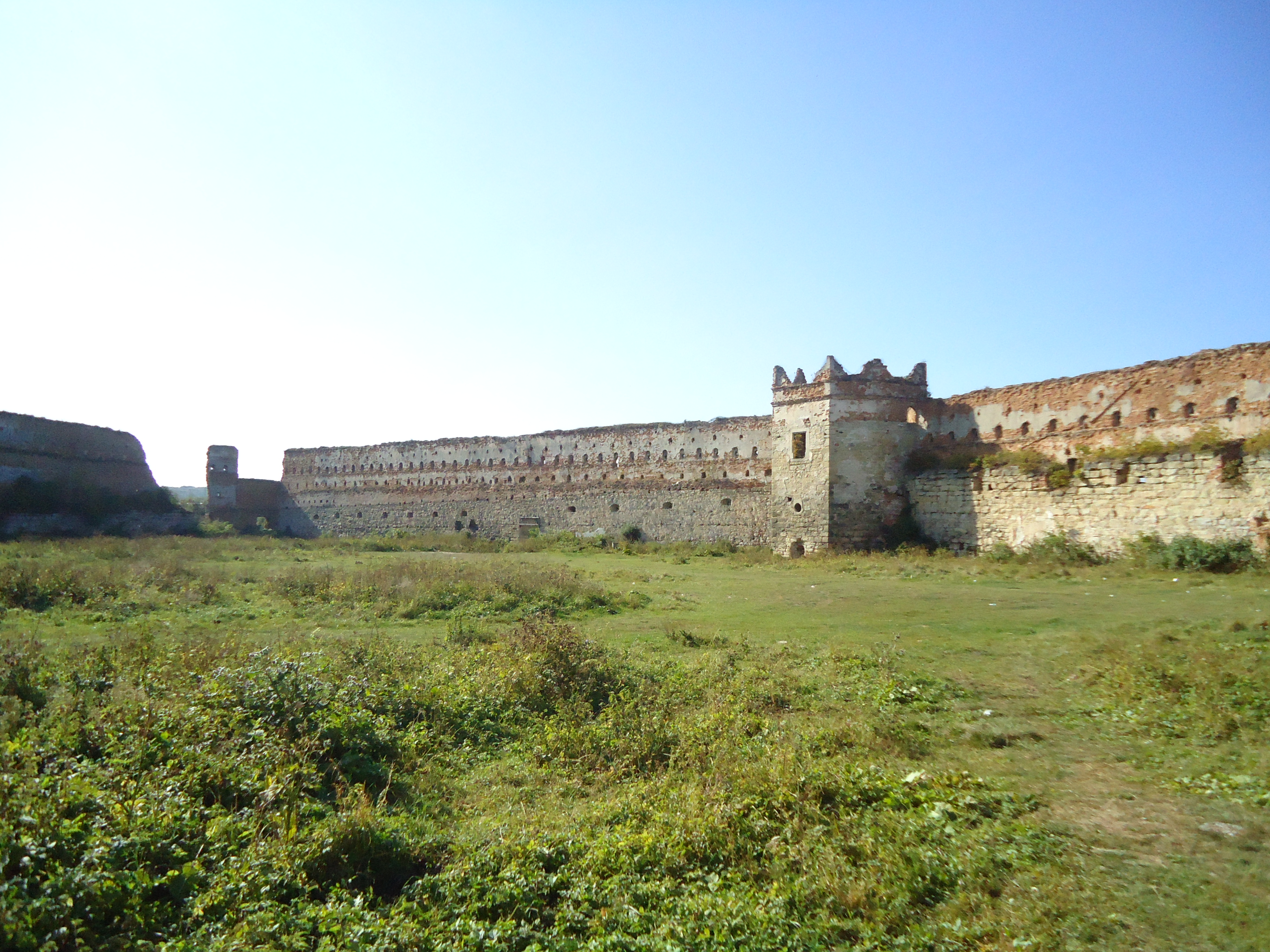
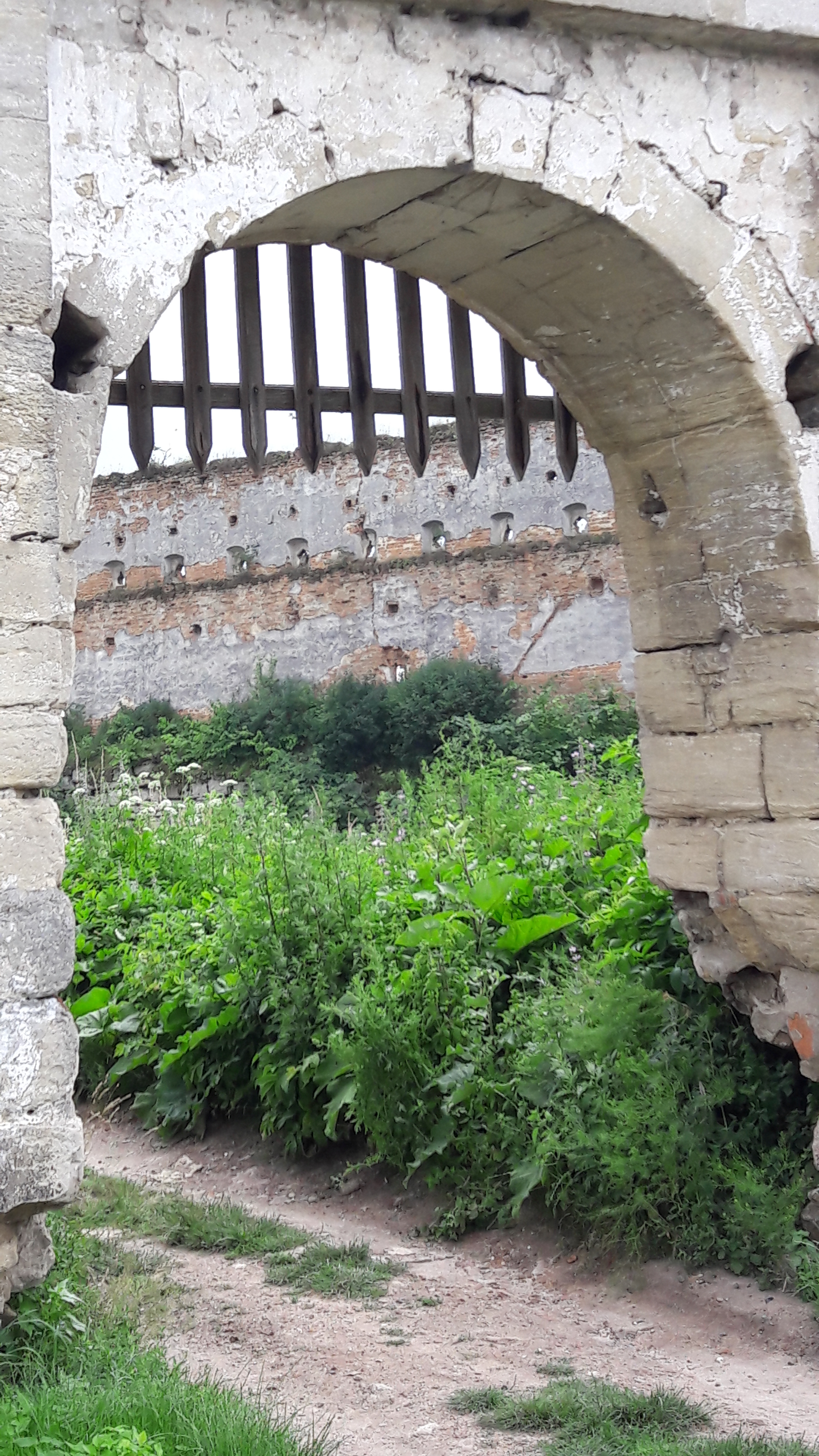
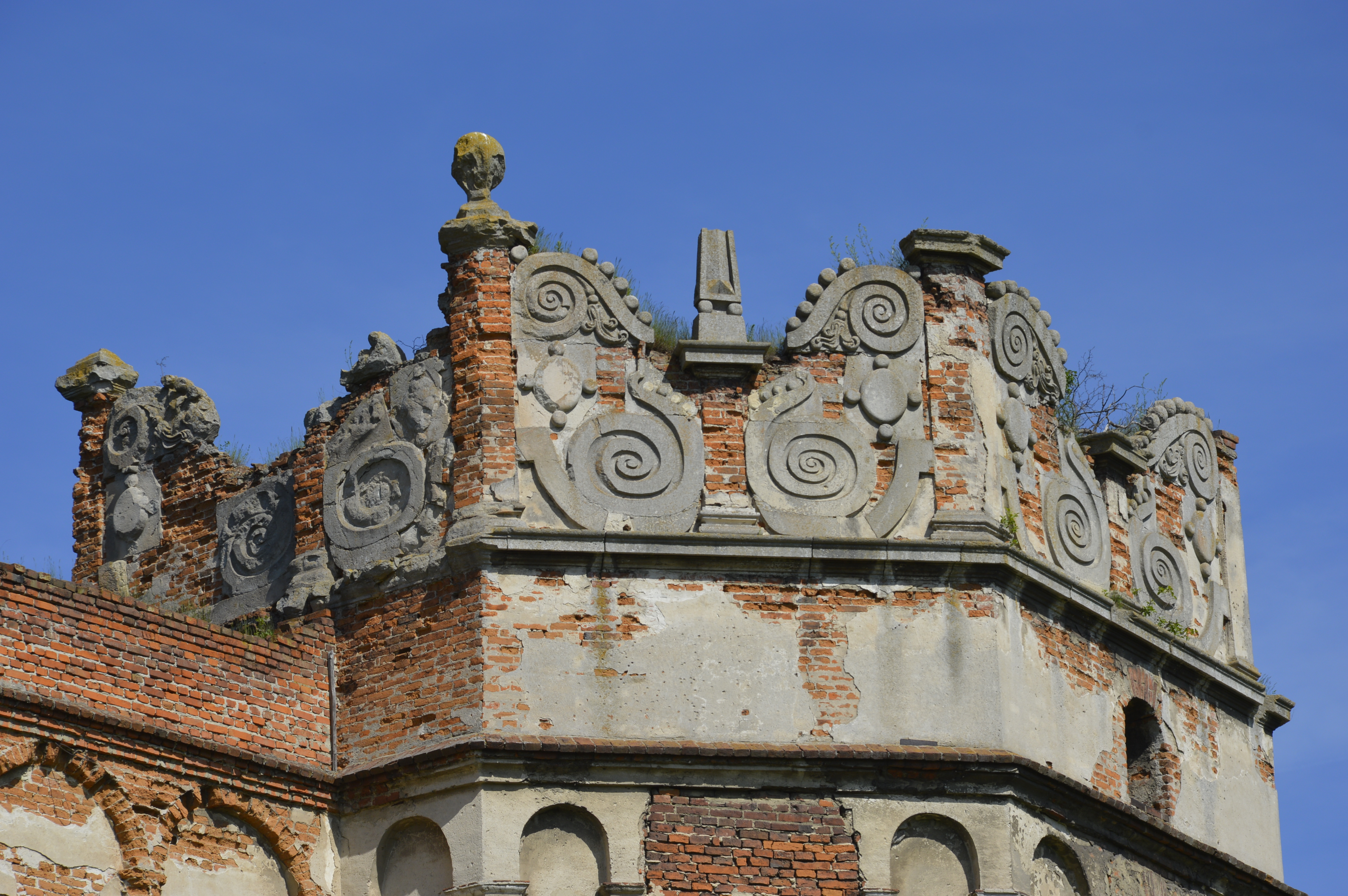
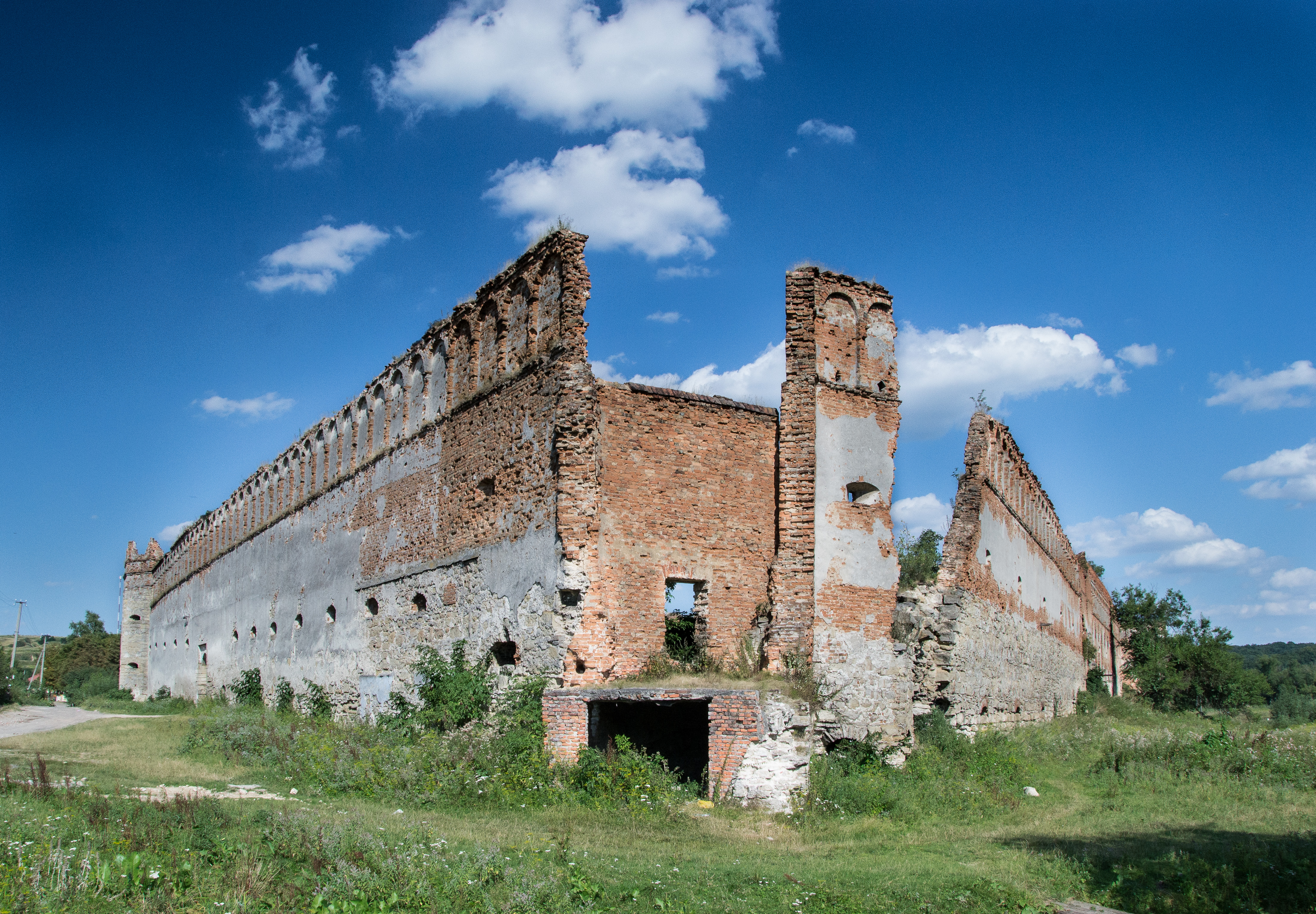
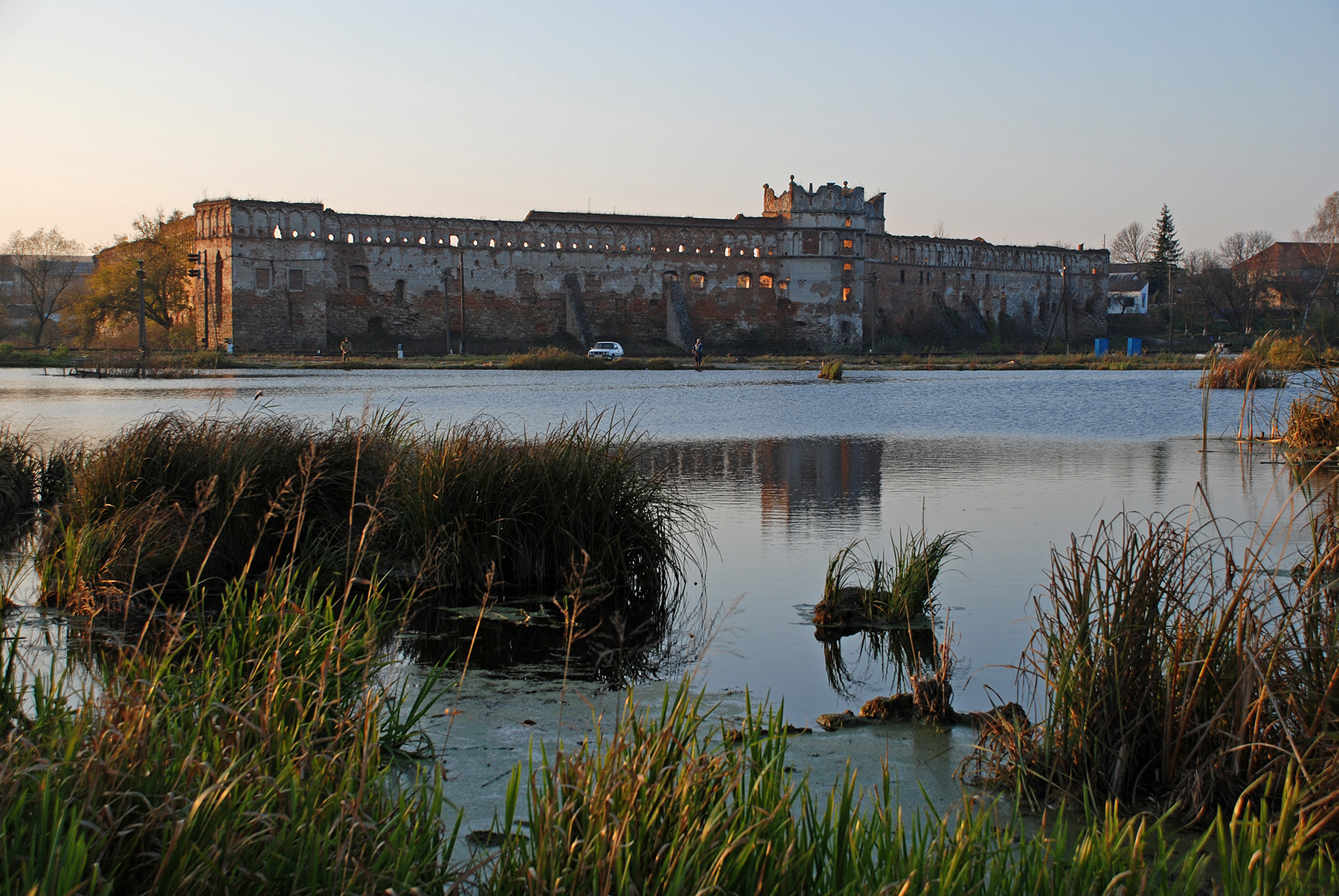
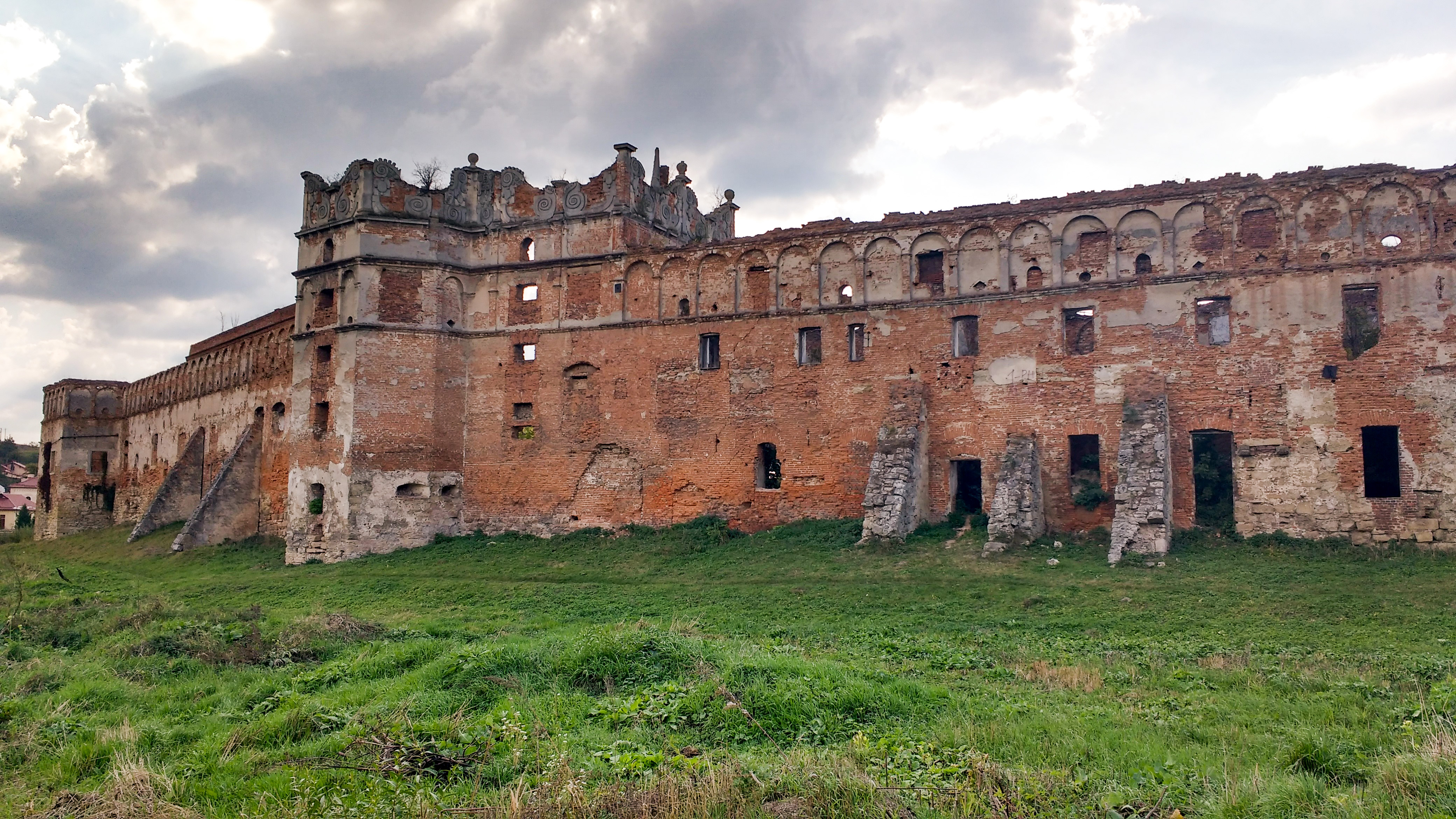
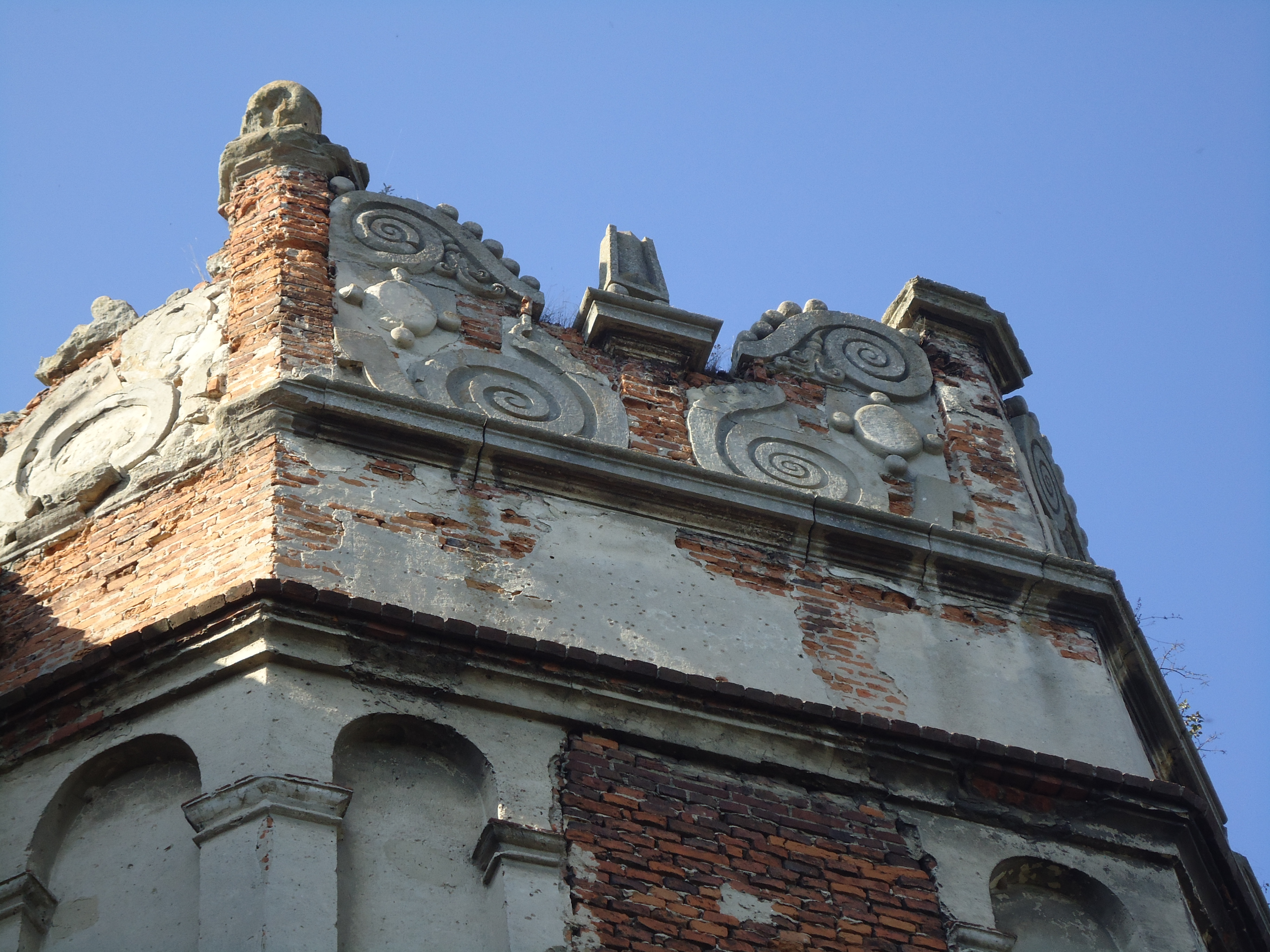
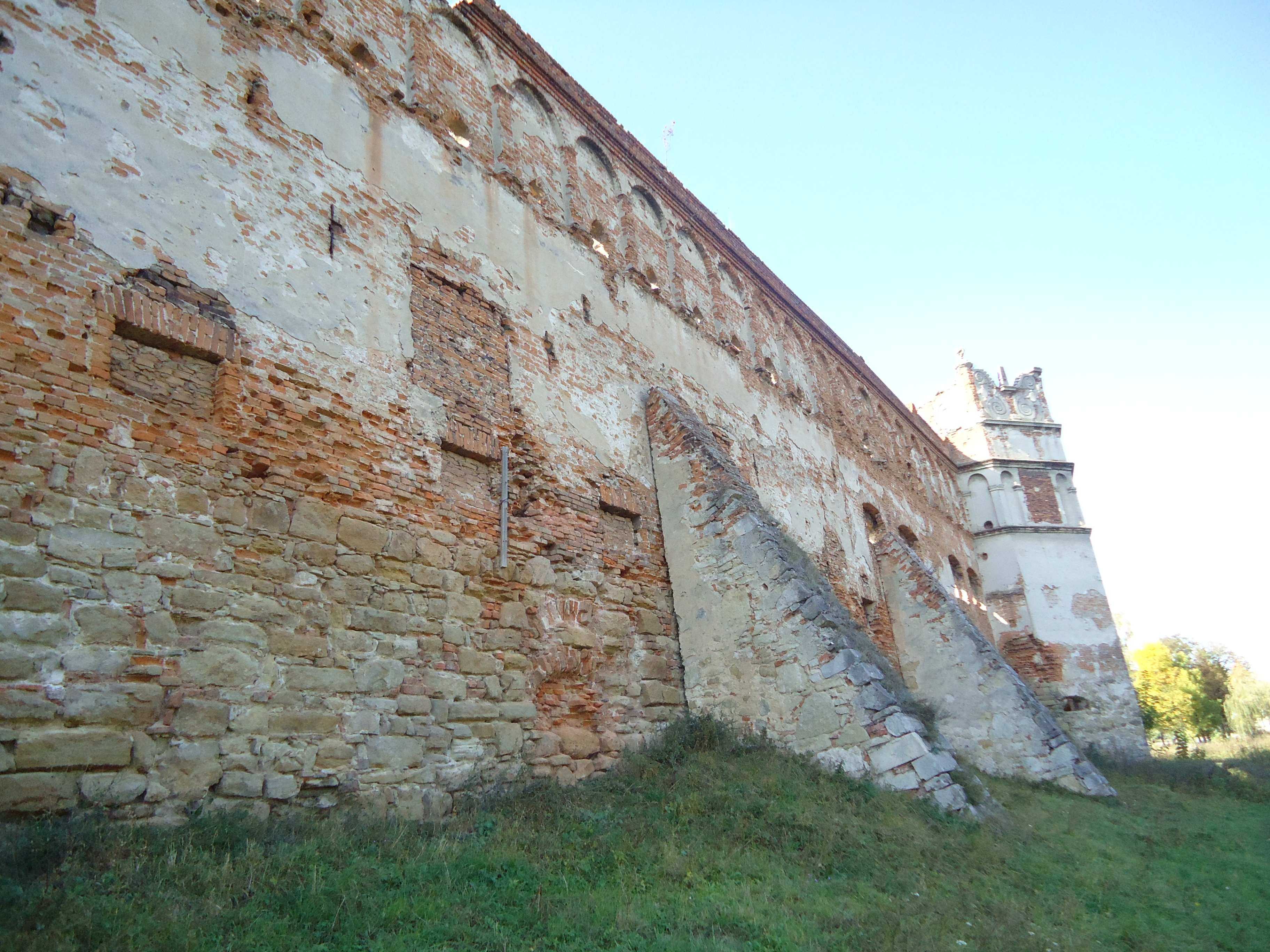
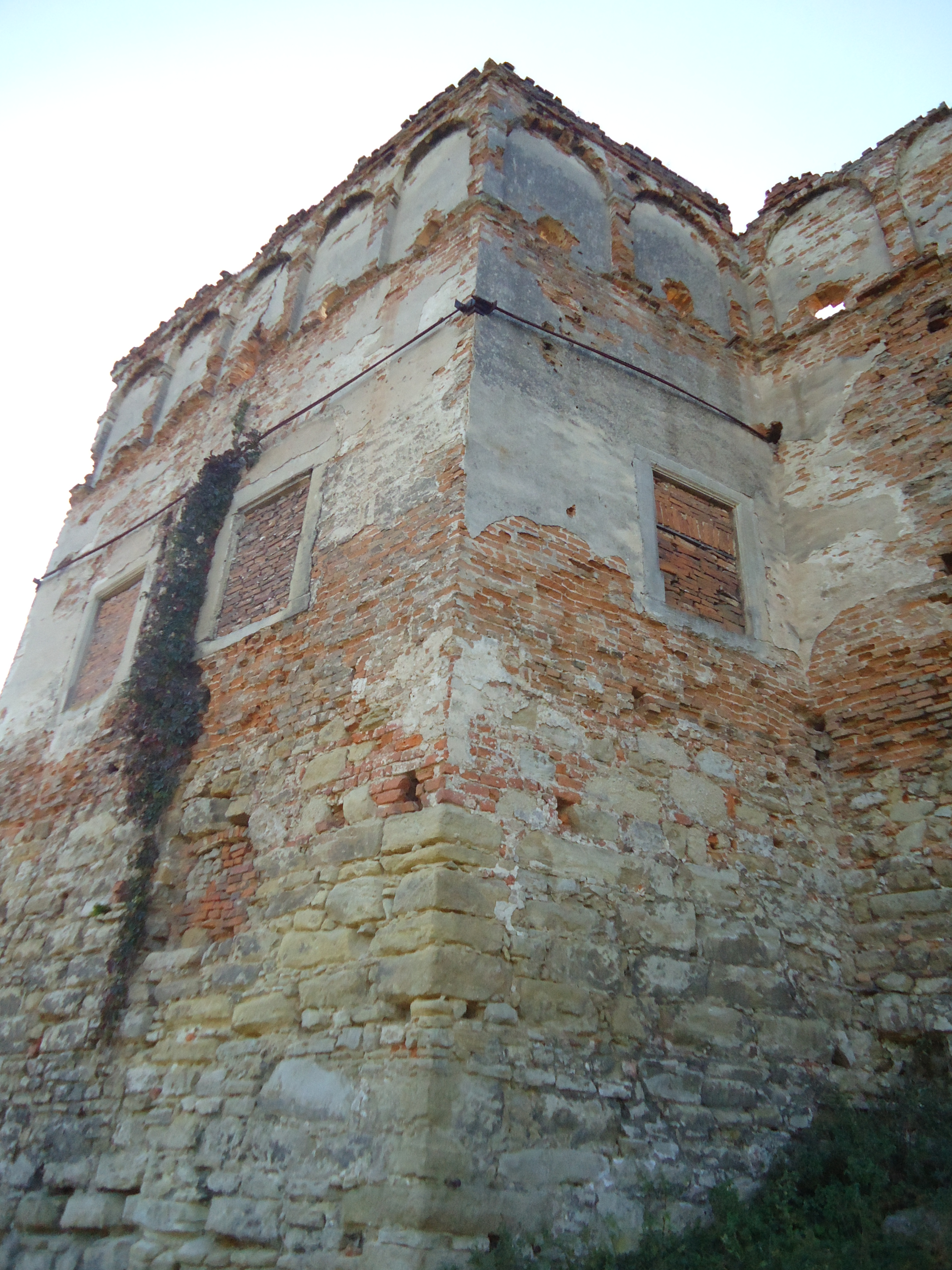
Замок в Старому Селі 2015 року
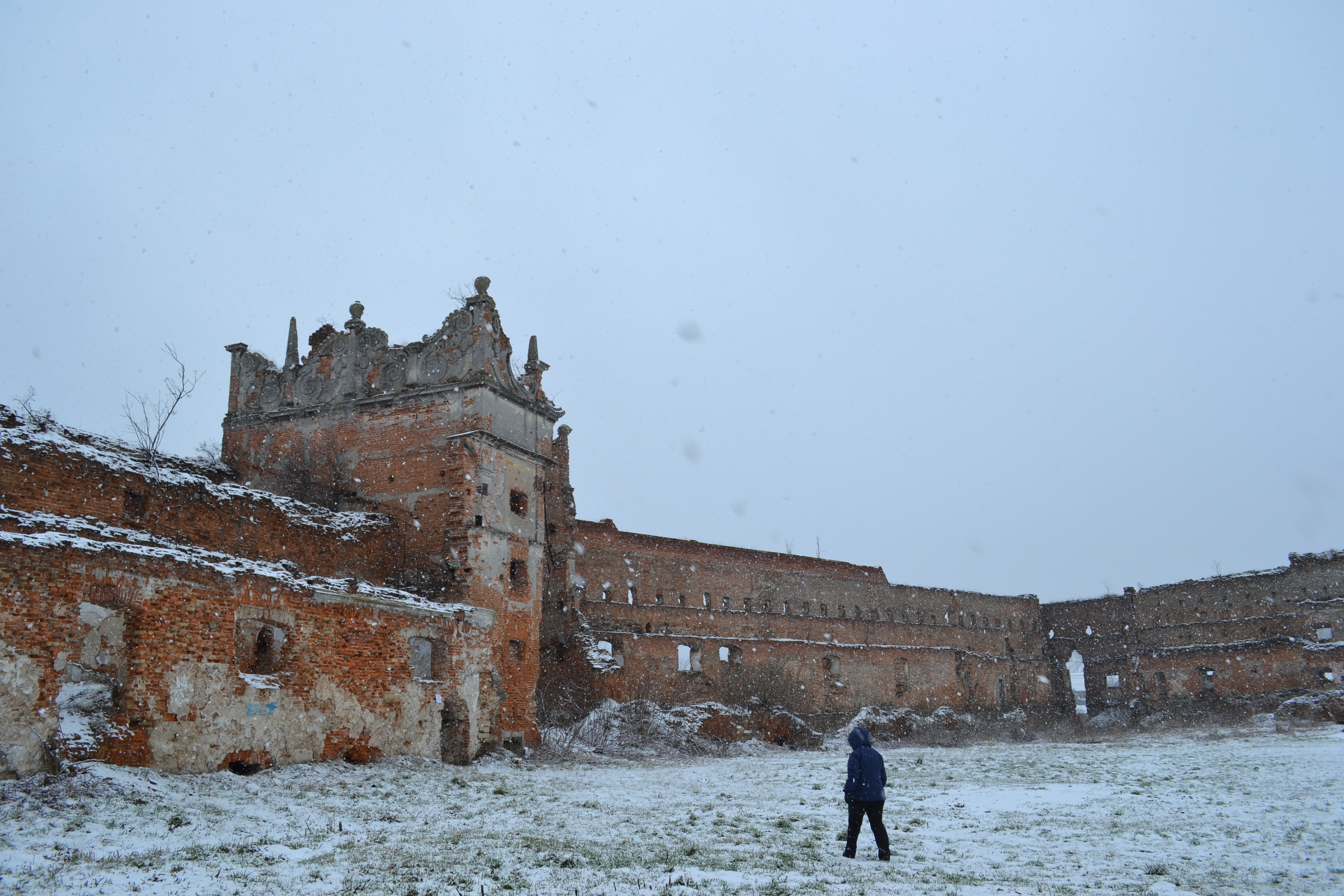
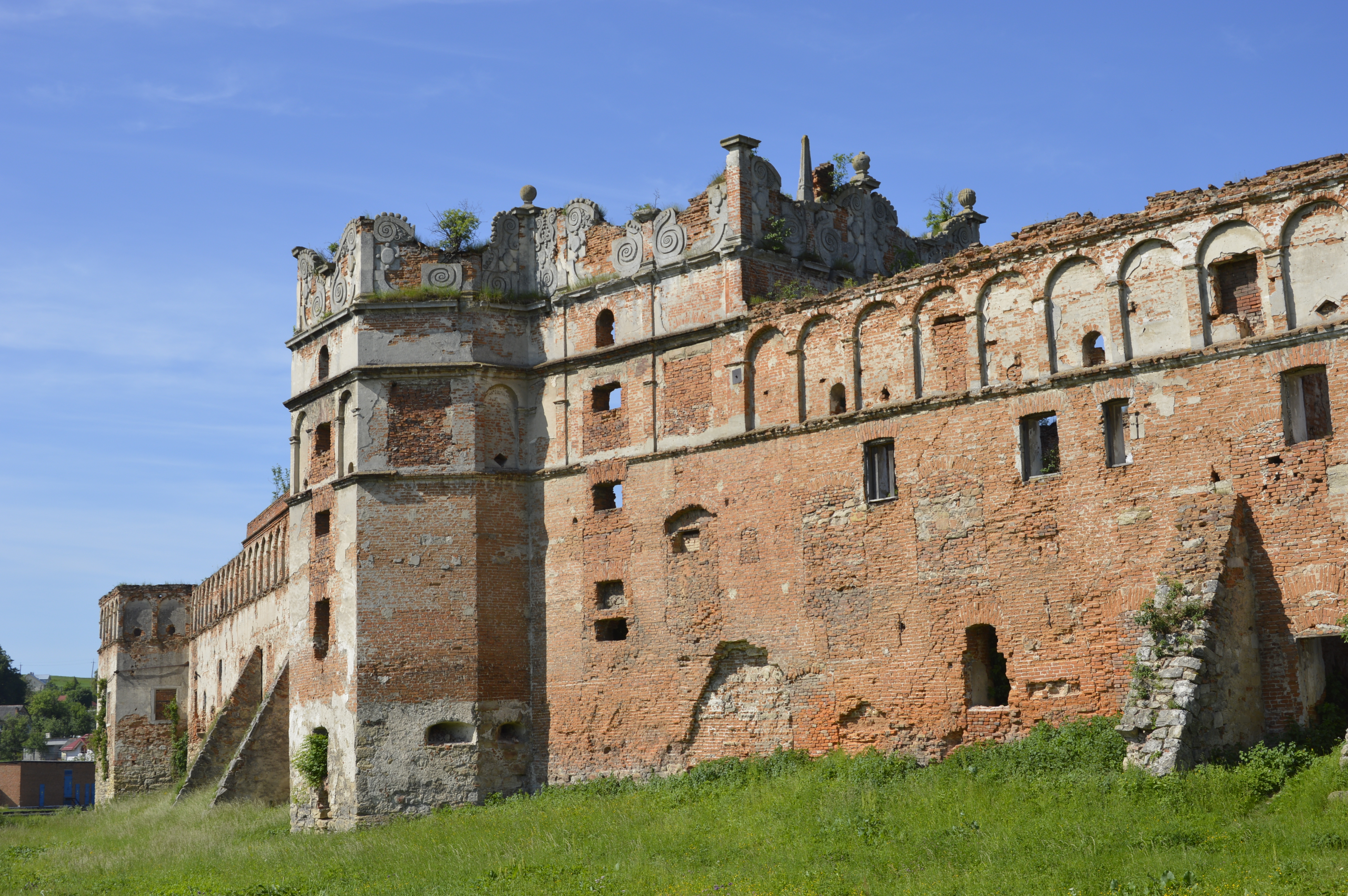
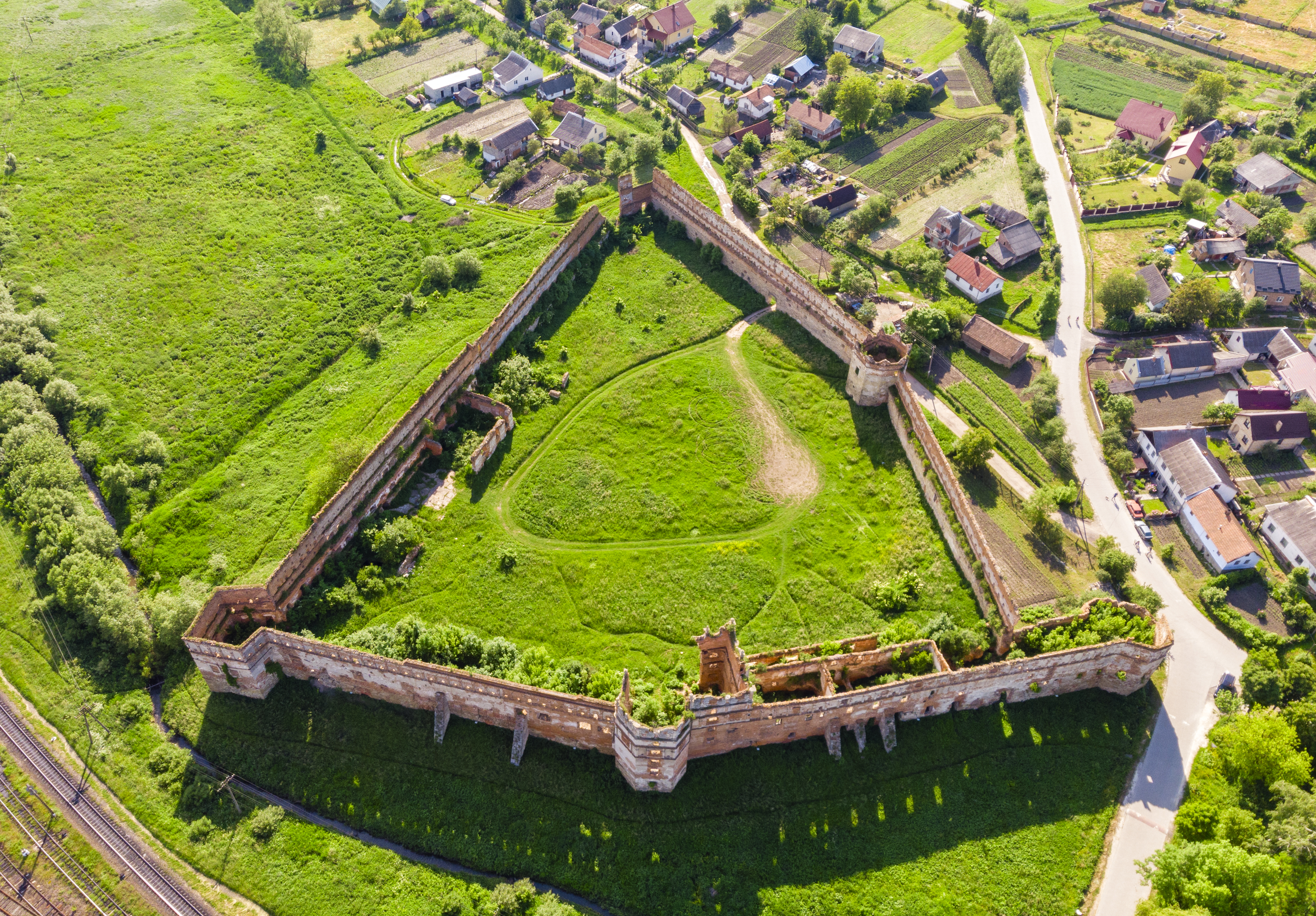
Вид на замок з висоти пташиного польоту